# Front voor Nationale Redding (Rusland)
Het Front voor Nationale Redding (Russisch: Фронт национального спасения, Front natsional'nogo spasenija, FNS) was de benaming van een bundeling van heel diverse oppositiepartijen in de Russische Federatie aan het begin van de jaren negentig die in ideologisch opzicht weliswaar sterk van elkaar verschilden, maar één ding gemeen hadden en dat was hun afkeer van het beleid van president Boris Jeltsin.

## Geschiedenis
De ongebruikelijke samenwerking van communistische, nationalistische en democratische partijen, waarover voor het eerst aan het einde van de jaren tachtig werd nagedacht, kreeg vorm op 24 oktober 1992 tijdens de oprichting van het Front voor Nationale Redding (FNS) in Moskou. Het oprichtingscongres werd bijgewoond door 1428 afgevaardigden en 675 gasten, die niet alleen afkomstig waren uit de Russische Federatie, maar uit alle voormalige deelrepublieken van de USSR. De conferentiezaal waar het congres werd gehouden hing vol met rode Sovjetvlaggen en zwart-wit-gouden tsaristische vlaggen en symboliseerden de "vrede" die was gesloten tussen de aanhangers van het communisme en het conservatisme van de aanhangers van de Groot-Russische gedachte. Hoewel de afgevaardigden behoorden tot heel verschillende politieke ideologieën, variërend van uiterst links tot uiterst rechts, vond men elkaar in het verzet tegen het economische hervormingsbeleid van president Jeltsin dat was gericht op privatisering en de uitholling van de macht van de staat op het economische leven. Men eiste de onmiddellijke pauzering van de liberalisering van de economie. Daarnaast waren de afgevaardigden scherp gekant tegen een verder uiteenvallen van Rusland, daar verschillende etnische volkeren binnen de federatie streefden naar onafhankelijkheid. Ook was men tegen de terugtrekking van het Russische leger uit de voormalige Warschaupactstaten. 
Van de zijde der nationalisten waren onder andere bij de oprichting van het FNS de volgende figuren betrokken: Valentin Raspoetin, Aleksandr Prochanov, Michail Astafiev en Igor Sjafarevitsj. Zij waren ten tijde van de Sovjet-Unie bekende dissidenten. Zij waren zowel tegenstanders van het communisme als het (Westers) liberalisme en verwierpen dus feitelijk de materialistische levensbeschouwing. Zij werden versterkt door een nieuwe lichting nationalisten die voornamelijk bestond uit legerofficieren, zoals generaal Albert Makasjov en kolonel Viktor Alksnis. Onder hen bevond zich echter ook Sergej Baboerin, de voorzitter van de Russische Volksunie en diens partijgenoot Nikolai Pavlov. Er waren ook afgevaardigden van fascistische groepen aanwezig bij het oprichtingscongres, zoals Aleksandr Barkashov van de Russische Nationale Eenheid en vertegenwoordigers van de Front voor Nationaal-Revolutionaire Actie en de Nationaal-Republikeinse Partij van Rusland van Nikolaj Lisenko. De vertegenwoordigers van de communistische partijen waren onder meer Gennadi Zjoeganov (KPRF) en de neostalinist Viktor Anpilov. De syncretische Nationaal-Bolsjewistische Partij was op het congres vertegenwoordigd door o.a. Eduard Limonov en Aleksandr Doegin. Ten slotte waren daar nog de democraten, de vertegenwoordigers van de  Russische Christendemocratische Beweging en de Constitutioneel-Democratische Partij - Partij voor Volksvrijheid. 
President Jeltsin verklaarde daags na de oprichting van het FNS dat de organisatie "ongrondwettelijk" was en zij werd dan ook prompt verboden. Het Grondwettelijk Hof vernietigde echter op 12 februari 1993 het vonnis van Jeltsin. Tijdens de Russische constitutionele crisis van 1993 speelden leden van het FNS een sleutelrol in het verzet tegen Jeltsin, o.m. door de verdediging van het Witte Huis, de zetel van de Opperste Sovjet. Nadat Jeltsin als overwinnaar uit de constitutionele crisis kwam werd het Front verboden om deel te nemen aan de parlementsverkiezingen van 1993.

## Co-voorzitters
- Sergej Baboerin (Russische Volksunie)
- Gennadi Zjoeganov (Patriottische Volkskrachten, later KPRF)
- Ilja Konstatinov (Russische Christendemocratische Beweging)
- Michail Astafiev (Constitutioneel-Democratische Partij - Partij voor Volksvrijheid)
- Valeri Ivanov (Russische Renaissancepartij)
- Vladimir Isakov (Russische Eenheid)
- Gennadi Sajenko (Russische Eenheid)
- Albert Makasjov (Russische Communistische Arbeiderspartij)

## Uitvoerend Voorzitter
- Ilja Konstaninov (Russische Christendemocratische Beweging)

## Aangesloten partijen
- Russische Volksunie (rechts)
- Communistische Partij van de Russische Federatie (links)
- Nationaal-Republikeinse Partij van Rusland (rechts)
- Russische Communistische Arbeiderspartij (links)
- Russische Christendemocratische Beweging (centrum)
- Constitutioneel-Democratische Partij - Partij voor Volksvrijheid (centrum)
- Partij van Russische Communisten (links)
- Front voor Nationaal-Revolutionaire Actie (rechts)
- Nationaal-Bolsjewistische Partij (syncretisch)
- Nasji (rechts)
- Russische Nationale Renaissancepartij (links)
- Unie van Officieren
- Russische Patriottische Beweging "Eenheid" (links)
- Federatie van Onafhankelijke Vakbonden van Rusland
- Russische Eenheid (parlementaire fractie)